# 超ガラス
超ガラスは超流動性と凍らせたアモルファス構造によって（同時に）特徴づけられる物質の相。
J.C. Séamus Davisは凍らせたヘリウム4が0.2K、50atmで超ガラスになる可能性があると理論立てた。